# Metro: Last Light
Metro: Last Light (дословно c англ. — «Метро: Последний свет», в России издана под названием «Метро 2033: Луч надежды») — компьютерная игра в жанре постапокалиптического шутера от первого лица с элементами survival horror и стелса, разработанная украинской студией 4A Games и изданная британской компанией Deep Silver на Windows, PlayStation 3 и Xbox 360 в мае 2013 года. Игра является прямым продолжением первой части игровой франшизы Вселенной Метро 2033, вышедшей в 2010 году. Как и в предыдущей игре, главным героем является молодой солдат Артём, живущий в московском метро после разрушительной ядерной войны. Поставив перед собой задачу найти таинственного Чёрного, выжившего после событий Metro 2033, Артём должен отправиться в различные части метро, а также на поверхность, отравленную радиацией, и сразиться с различными мутировавшими монстрами и враждебными солдатами других фракций. Игра совершенствует различные игровые механики Metro 2033 и вводит новые, вроде кастомизации оружия.
Разработкой занималось около 80 человек, а создатель франшизы Дмитрий Глуховский лично написал сценарий и диалоги. На стадии разработки были анонсированы многопользовательские режимы, но в конечном итоге были отменены, чтобы сосредоточиться на одиночной игре, которая, как надеялись разработчики, «возродит воспоминания о Half-Life 2». Первоначально издателем должна была выступить THQ, которая выделила очень маленький бюджет на разработку игры, но компания обанкротилась, а права на франшизу приобрела Koch Media; издателем согласилась выступить Deep Silver. В ходе создания игры планировалась версия для Wii U, но из-за «неоправданных усилий» её пришлось отменить. В августе 2014 года состоялся выход обновлённой версии для PlayStation 4 и Xbox One с подзаголовком Redux в пакете Metro Redux (с англ. — «Метро: Возвращение»), куда также вошёл ремастер Metro 2033. В 2020 году Last Light была портирована на Nintendo Switch. Сиквел игры, Metro Exodus, был выпущен в 2019 году.
Игра получила в целом положительные отзывы критиков. Основными её плюсами были названы атмосфера и дизайн постапокалиптической Москвы, графика и игровой процесс. В то же время в качестве недостатков были выделены слабый искусственный интеллект и некоторые технические проблемы. Бонусный режим Рейнджера, получаемый за предзаказ, а также сюжетная линия получили смешанные отзывы. Metro: Last Light имела коммерческий успех — её розничные продажи за первую неделю в США значительно превысили аналогичные показатели предыдущей игры. На основе Last Light в 2015 году Глуховский написал роман-антиутопию «Метро 2035».

## Игровой процесс
Как и в предыдущей игре серии Metro — Metro 2033 — игрок управляет молодым бойцом по имени Артём. Большая часть игры проходит в туннелях и на станциях московского метрополитена, хотя действие некоторых уровней игры происходит на поверхности, на разрушенных улицах столицы России. В основе игрового процесса лежат бои с мутировавшими монстрами и враждебными солдатами различных фракций. Локации стали гораздо больше по сравнению с предыдущей игрой — уровни можно пройти несколькими маршрутами, и на них ещё больше секретов, чем в Metro 2033. На каждом уровне есть определённые задачи — например, игрок должен добраться до паромной переправы через болото, а чтобы запустить лебёдку парома — сначала найти где-то на уровне канистру с топливом; однако игрок волен исследовать уровень как пожелает. При встрече с противниками мимо них можно прокрасться тихо и незаметно, а можно и вступить в открытый бой. По уровням разбросаны различные дневниковые записи Артёма, дающие дополнительное представление об истории игры.
Будучи шутером от первого лица, Metro: Last Light включает в себя большой арсенал огнестрельного оружия, в том числе автоматы, дробовики и пистолеты; некоторые из которых являются вымышленными. В ближнем бою Артём может пользоваться ножом. Персонаж может носить с собой одновременно три единицы огнестрельного оружия, причём, в отличие от Metro 2033, три слота под оружие не закреплены за какими-то определёнными видами оружия — игрок может наполнить их так, как пожелает. Ещё четыре слота отведены под дополнительное оружие: метательные ножи, гранаты и мины. Противники-мутанты не имеют оружия и атакуют на ближней дистанции, тогда как противники-люди обычно вооружены огнестрельным оружием — расправившись с ними, Артём может подобрать это оружие с их тел. Действуя скрытно, можно оглушить или убить противника-человека в ближнем бою до того, как он заметит Артёма. Темнота и источники освещения играют важную роль в геймплее: враги не могут заметить Артёма в темноте, поэтому, чтобы незаметно подобраться к ним, стоит гасить фонарик и выключать или разбивать выстрелами источники освещения. Впрочем, противники сами могут приносить в тёмные места фонари и факелы, а разбитые керосиновые лампы могут создать локальный пожар, к которому сбегаются враги.
В разрушенной Москве боеприпасы военного качества — очень редкий и необходимый товар. Они используются одновременно как собственно патроны и как валюта, за которую можно купить патроны куда более низкого качества, а также улучшать оружие. Нехватка патронов в игре постоянна; игрок вынужден постоянно искать их по различным локациям и обыскивать трупы врагов.
Некоторые локации игры заросли паутиной, они почти не освещены, а иногда в них игрок видит различные паранормальные явления, вроде галлюцинаций и шумов. В этих случаях у Артёма имеется заряжаемый вручную фонарик и зажигалка, чтобы ориентироваться в темноте и поджигать паутину. Для ориентации на местности Артём может использовать компас. На поверхности земли персонажу угрожают радиация и токсичный воздух, поэтому во время вылазок в руины Москвы персонаж должен носить противогаз с фильтрами. Фильтры постепенно приходят в негодность — дыхание Артёма становится более тяжёлым, а стёкла противогаза запотевают; если у персонажа не осталось сменных фильтров, он задохнётся и умрёт. Запас фильтров отмечается в виде таймера с обратным отсчётом на часах Артёма. После сражений на поверхности нужно вытирать противогаз от брызг крови и грязи. Те же самые наручные часы позволяют узнавать время и также являются индикатором обнаружения противников. На поверхности есть смена дня и ночи; игрок также может столкнуться со сменой погоды — дождём и грозами
Игра содержит несколько концовок; выбор «плохой» или «хорошей» концовки зависит от множества решений, принятых игроком в течение игры. Скрытая от игрока система «очков морали» фиксирует эти решения, и игра часто сталкивает игрока с неоднозначными ситуациями — например, игрок может столкнуться с мирными жителями, которым угрожают бандиты, и вмешаться или пройти мимо; или же увидеть ценные предметы, охраняемые дружелюбными неигровыми персонажами — попытка украсть эти предметы приведёт к конфликту.

## Сюжет
Действие Metro: Last Light происходит в 2034 году, через год после событий Metro 2033, где Артём совершил ракетный удар по Чёрным — таинственным существам, якобы угрожавшим выжившим в московском метрополитене после ядерной войны. Орден «Спарта» — нейтральная миротворческая сила, с тех пор заняла военный объект Д6, который Артём посетил ещё в предыдущей игре. Д6 — огромный и ещё не до конца исследованный бункер. Ставший спартанцем в предыдущей части главный герой остаётся неуверенным и задаётся вопросом, было ли правильным решением убивать Чёрных. Слухи об открытии Д6 и его богатств распространились по всему метрополитену; соперничающие со спартанцами группировки коммунистическая Красная линия и фашистский Четвёртый рейх надеются захватить бункер и его содержимое.
Странствующий философ-путешественник Хан сообщает Артёму и Ордену, что после ракетного удара по Чёрным выжила только одна молодая особь. Хан верит, что выживший Чёрный — ключ к будущему человечества, и хочет с ним пообщаться. Полковник и лидер Ордена, Мельник, намерен уничтожить особь, видя в нём потенциальную опасность. Мельник посылает главного героя и свою дочь Анну, лучшего снайпера Ордена на поверхность для устранения выжившего.
В ходе операции Артём находит Чёрного, но попадает в плен к нацистам. Артём и захваченный в плен красноармеец Павел Морозов сбегают из тюрьмы через туннели метро и опустошённую поверхность. Но когда главный герой добирается до укрытия Красной Линии на «Театральной», тот узнаёт, что Павел — высокопоставленный офицер в звании майора. Морозов задерживает Артёма, чтобы узнать больше о Спарте и Чёрных. Артём убегает от коммунистов и мчится наперегонки с силами Павла, чтобы найти существо и Аню, которую похитил Лесницкий — предатель-спартанец и шпион Красной Линии. По пути спартанец находит контингент войск коммунистов, убивающих жителей станции «Октябрьская», чтобы, вероятно, сдержать таинственную эпидемию. Красная Линия подвергла станцию заражению вирусом — лихорадкой Эбола, образцы которой были похищены из Д6 Лесницким. Артём находит Анну и освобождает её, но при спасении подвергается заражению, и вместе с Аней попадает в карантин. Боясь вероятной смерти, Аня соблазняет Артёма, и они занимаются сексом.
Артём и Анна сдают отрицательный тест на вирус (штамм лихорадки Эбола оказался боевым, изменённый таким образом, чтобы в короткие сроки после заражения местности вызвать максимальную смертность населения, затем вирус очень быстро теряет летальность и становится полностью безвредным), после чего главный герой снова видится с Ханом. Оставив Аню в палате, Артём и Хан находят Чёрного, и после серии галлюцинаторных видений, главный герой вспоминает, что в детстве его спас как раз Чёрный; он был психически связан с этими существами и должен был стать переводчиком, чтобы Чёрные установили с человечеством мирный контакт. Артём клянётся загладить свою вину и решает защитить выжившего Чёрного любой ценой. Они вдвоём отправляются в Полис, центральный район Московского метрополитена, где проходит мирная конференция между Спартой, Красной Линией, Четвёртым рейхом и Ганзой по поводу Д6. По пути туда, Артём побеждает Павла и Лесницкого, а существо чувствует, что в Д6 есть особая группа Чёрных. После прибытия в Полис, Чёрный использует свои телепатические способности, чтобы заставить председателя Красной Линии и её лидера Москвина публично признаться, что его «мирная конференция» — это диверсия для того, чтобы позволить генералу Красной Линии Корбуту захватить бункер. Артём и остальные спартанцы бросаются в Д6 для противостояния армии Корбута, но спартанцев выводит из строя бронепоезд, врезавшийся в их станцию. Коммунисты окружают спартанцев и готовятся казнить Артёма и Мельника.
В Last Light присутствуют две концовки, конкретная из которых выбирается в зависимости от решений игрока по мере прохождения. В «плохой» концовке Артём взрывает заранее заминированный Д6, чтобы помешать Корбуту использовать бункер для истребления других фракций, что в конечном итоге приводит к гибели Артёма, а также всех выживших спартанцев и красноармейцев. В самой последней сцене «плохой» концовки Аня рассказывает своему сыну о храбрости его погибшего отца. В «хорошей» же концовке Артём готовится уничтожить Д6, но его останавливает маленький Чёрный, который вместе со своими пробуждёнными существами уничтожает армию Корбута. Ульман гибнет, как и большинство спартанцев, Мельник выживает и начинает возрождать Орден с кресла-каталки (обе ноги были оторваны), а Хан таинственно исчезает. Артём называет маленького Чёрного последним «лучом надежды» человечества. В обеих концовках Чёрный уходит вместе с другими особями для нахождения безопасного места, пообещав вернуться в будущем.

## Разработка
Украинская студия 4A Games разработала игру командой численностью 80 человек. Last Light не имеет отношения к «Метро 2034», сиквелу романа «Метро 2033», написанного Дмитрием Глуховским, а вместо этого является сиквелом первой игры с доработкой идей разработчиков. По словам Хью Бейнона, главы отдела коммуникации компании THQ, украинцы решили не делать игровую адаптацию «Метро 2034» из-за тона романа, который сильно отличается от предшественника. Как сказал представитель разработчиков, «Метро 2034» был «артхаусным триллером», поэтому перенести роман в игру оказалось довольно тяжело. Глуховский решил внести в игру огромный творческий вклад — он написал краткие наброски истории игры, а также диалоги. На написание диалогов ушло около 3000 табличных ячеек в Microsoft Excel. Для завязки сюжета пришлось использовать «плохую» концовку Metro 2033, так как она, по мнению Дмитрия, соответствует мрачному тону. Глуховский утверждал, что сценарий будет исследовать тему искупления — люди повторяют свои ошибки, есть ли в них второй шанс. В ходе написания Last Light изменился характер Артёма — он стал более опытным и зрелым, но так и остался молчаливым, поскольку 4A Games считала, что его реплики не будут способствовать развитию характера, а также будут мешать атмосфере игры и её системе морали. В интервью сайту «Riot Pixels», Дмитрий утверждал, что главным героем мог стать Хантер, но от такой идеи он отказался — писатель на тот момент придумал, как можно продолжить историю Артёма.
Одной из главных целей разработчиков было улучшение многочисленных игровых аспектов Metro 2033 с сохранением атмосферы. В ходе разработки была улучшена физика и механика оружия, переработана анимация и добавлено больше визуальных эффектов. Искусственный интеллект противников был усовершенствован для большей отзывчивости к действиям игрока. Значительным изменениям подвергся стелс. Более реалистичной игру делает бдительность ИИ, которая отличается в зависимости от уровня сложности. В Last Light боеприпасы армейского типа по-прежнему используются как местная игровая валюта, чтобы старые игроки не были сбиты с толку. Основной идеей улучшений было сохранение удовольствия от игры — игроки не будут слишком сурово наказаны, если они совершили какие-то ошибки. Первоначально планировался мультиплеер, который, по словам разработчиков, был уникальным для серии Metro и включал множество различных режимов, кроме «командного боя» или «захвата флага», но в конечном итоге он был отменён для развития сюжетной линии.
Ещё одна цель 4A Games состояла в том, чтобы в ходе игры игрок почувствовал себя не в своей тарелке, а также создать игровые моменты, которые заставили бы его волноваться и чувствовать себя уязвимыми. Элементы хоррора, которые были в Metro 2033, остались и в Last Light. THQ описывала игру как «попытку бороться с утомительностью шутеров», сфокусировавшись на тяжёлых однопользовательских сюжетах. Как говорил Хью Бейнон, философия игры является полной противоположностью франшизе Call of Duty, которая является «короткой, линейной, наполненной всяким контентом для мультиплеера». 4A Games надеялась, что большинство моментов в игре будут «повествовательными», и что все встречи с противниками будут отличаться друг от друга. По словам украинцев, каждая схватка с врагами должна запомниться игрокам. Разработчики таким образом надеялись «возродить воспоминания о Half-Life 2».
Мир игры создавался с упором на правдоподобность и реализм. При написании сценария Дмитрий Глуховский включил в игру множество побочных и драматических историй, окружающих четыре фракции игры. По словам Глуховского, благодаря такому подходу игра будет более глубокой и по-настоящему реалистичной, чем другие шутеры от первого лица. Как и в предыдущей игре, в Last Light сохранились моральные дилеммы. По словам 4A Games, они создают ощущение правдоподобности мира. Кроме того, креативный директор Андрей Прохоров намеренно удалил большинство элементов внутриигрового интерфейса, вроде счётчика очков здоровья, поскольку они, по его словам, мешают погрузиться в мир и рушат атмосферу. Прохоров также отметил, что добавление многочисленных графических и звуковых эффектов потребовало больше дополнительного времени и усилий.
Last Light разработана на внутреннем движке разработчика 4A Engine. Команда работала над улучшением систем освещения и разрушения, а также сделала большее разнообразие цветовой палитры. Первоначально игра должна была быть выпущена на Wii U, даже несмотря на то, что THQ не раз заявляла невозможность портирования на платформу Nintendo. Технический директор 4A Games Олесь Шишковцев открыто подверг критике процессор Wii U, назвав его «ужасным и медленным». Хью Бейнон сказал, что 4A Games не выпустит Metro: Last Light на Wii U, потому что студия «не смогла оправдать требуемые усилия по портированию игры на платформу Nintendo». Студия всячески экспериментировала с разработкой порта, но всё же сдалась и отказалась от него ещё на ранней стадии создания.
THQ была также издателем Metro 2033, но она приложила мало усилий в разработке той игры. Однако продажи игры сильно удивили THQ, поэтому компания решила издать и сиквел. Тогдашний генеральный директор THQ Дэнни Билсон пообещал украинцам больше поддержки и сказал, что выделит большое количество ресурсов на разработку и маркетинг Last Light. Бывший президент компании Джейсон Рубин подробно рассказал об очень сложных условиях работы и требованиях к украинцам во время завершения разработки игры. В их офисе были большие проблемы с электричеством, из-за чего приходилось использовать портативные генераторы, а для приобретения мощного оборудования сотрудники летели в США и перевозили его на Украину в своём багаже тайком, чтобы не попасться на таможенников. Рубин добавил, что его компания выделила очень маленький бюджет на разработку. Рабочее пространство разработчика было так сильно переполнено и мало, что он сравнивал его с «переполненной школьной столовкой». Президент THQ похвалил 4A Games за плодотворную разработку игры, которая была успешно завершена даже в таких суровых условиях. Андрей Прохоров говорил, что Джейсон Рубин был единственным из THQ, который посещал их студию. Он отметил, что команда «заслуживает тех оценок, которые она получает» и «не нуждается в снисхождении» со стороны потребителей, которые не заботятся об условиях своей работы.

## Анонс и выход
4A Games взяли подзаголовок Last Light (с англ. — «Луч Надежды») из-за его неоднократного упоминания в романе «Метро 2034». Официальный анонс игры состоялся в мае 2011 года. В ноябре следующего года THQ перенесла дату релиза на март 2013 года чтобы дать украинским разработчикам отполировать игру. Однако в декабре 2012 THQ объявила о банкротстве, из-за чего Metro: Last Light, South Park: The Stick of Truth и другие игры компании остались без издателя. Из-за банкротства компании GameStop временно убрала игру из своего магазина. Но разорение THQ не повлияло на завершение Last Light. Компания Koch Media выкупила права на франшизу за 5,9 миллионов долларов. Она была знакома с некоторыми членами команды разработчика, работавшими над «S.T.A.L.K.E.R.: Чистое небо», изданной дочерней компанией Koch Media Deep Silver.
После приобретения прав, Deep Silver согласилась издать игру и назвала новую дату выхода — 14 мая 2013 года в Северной Америке, 16 мая в Австралии и 17 мая в Европе и России. Версия для OS X была анонсирована на 10 сентября, для Linux — 5 ноября. В феврале 2014 она стала временно бесплатной игрой месяца на PlayStation 3, доступной по подписке PlayStation Plus. В 2014 году вышла обновлённая версия Last Light на консолях PlayStation 4 и Xbox One в комплекте Redux, куда также вошла Metro 2033. В 2020 году игра в составе этого сборника вышла на Nintendo Switch и в облачном игровом сервисе Stadia. С 4 по 11 февраля 2021-го, а также 24 декабря 2022-го, Last Light Redux была одной из бесплатных игр, розданных в Epic Games Store. С 18 по 25 мая 2023 года оригинальная игра также стала бесплатной в Steam вместе со всем загружаемым контентом.
Игроки, купившие игру через Steam, получали бесплатную цифровую копию романа «Метро 2033», а за предзаказ — эксклюзивный графический роман «Евангелие от Артёма» (англ. The Gospel According to Artyom), опубликованный Dark Horse Comics. К выходу игры компания «Бука» выпустила коллекционное издание версии для ПК, доступное только на территории России — в комплект входил DVD-диск с игрой, большая карта московского метро, коды, активирующие дополнительный контент, руководство пользователя и две металлические фигурки. На основе Last Light в 2015 году Дмитрий Глуховский написал и выпустил роман-антиутопию «Метро 2035».
В Японии игра была издана и локализована компанией Spike Chunsoft. В июле 2013 года 4A Games договорилась с украинской студией PlayUA об официальной и полной локализацией на украинский язык. Перевод на украинский вышел 25 июля 2014 года в Steam.

### Загружаемый контент
За предзаказ Metro: Last Light игрок мог получить код для загружаемого контента — бонусный и наиболее тяжёлый уровень сложности «Режим Рейнджера», уникальное оружие и внутриигровую валюту. «Режим Рейнджера» отличается от других уровней сложности меньшим количеством всех видов боеприпасов, полным отсутствием внутриигрового интерфейса и смертью игрока от нескольких попаданий. Добавление «Режима» было встречено игроками крайне негативно. В ответ Deep Silver заявили, что ритейлеры обязаны представлять эксклюзивный игровой контент для предзаказа, а «Режим Рейнджера» отлично подойдёт для самых преданных фанатов.
Кроме этого, были также выпущены четыре комплекта DLC. Первый комплект The Faction Pack (рус. Комплект группировок) вышел в июле 2013 года, в нём было три дополнительные миссии, где игрок принимает управление за безымянных солдат трёх фракций: снайпера Красной Линии, бойца тяжёлой пехоты Четвёртого рейха и Рейнджера Полиса. Во втором DLC, The Tower Pack (рус. Комплект башни), игрок должен испытать «Башню» — виртуальный боевой полигон для тренировки солдат. Третий пакет DLC, The Developer Pack (рус. Комплект разработчика), включает в себя внутриигровой музей, где можно рассмотреть всех персонажей и существ игры, испытать всё оружие и пострелять в тире, а также бонусную миссию «Паучье логово». Последний пакет, The Chronicles Pack (рус. Комплект «Хроники»), содержит три миссии с тремя персонажами основной сюжетной кампании — Анной, Павлом и Ханом. Все комплекты можно купить за сезонный пропуск, куда ещё входит автоматический дробовик «Абзац» и лёгкий пулемёт РПК.

## Оценки критиков
| Сводный рейтинг       | Сводный рейтинг                                                   |
| Агрегатор             | Оценка                                                            |
| --------------------- | ----------------------------------------------------------------- |
| GameRankings          | X360: 82,57 % PC: 81,79 % PS3: 79,14 %                            |
| Metacritic            | PC: 82/100 PS3: 80/100 X360: 80/100 PC (Redux): 76/100 NS: 86/100 |
| Иноязычные издания    |                                                                   |
| Издание               | Оценка                                                            |
| Destructoid           | 7/10                                                              |
| Edge                  | 8/10                                                              |
| Eurogamer             | 7/10                                                              |
| Famitsu               | 35/40                                                             |
| Game Informer         | 8,75/10                                                           |
| GameRevolution        | [ 97 ]                                                            |
| GameSpot              | 9/10                                                              |
| GamesRadar+           | [ 99 ]                                                            |
| GameTrailers          | 9,1/10                                                            |
| IGN                   | PC: 7,7/10 PS3/X360: 7,2/10                                       |
| Joystiq               | [ 103 ]                                                           |
| OXM                   | 8/10                                                              |
| PC Gamer (UK)         | 80/100                                                            |
| Polygon               | 8,5/10                                                            |
| VideoGamer            | 7/10                                                              |
| Русскоязычные издания |                                                                   |
| Издание               | Оценка                                                            |
| 3DNews                | 9/10                                                              |
| PlayGround.ru         | 7/10                                                              |
| Riot Pixels           | 83/100                                                            |
| «Игромания»           | 8,5/10                                                            |
| «Игры Mail.ru»        | 8,5/10                                                            |

Metro: Last Light получила положительные отзывы от критиков и игроков. В 2013 году игра была номинирована на Spike Video Game Awards в категории «Лучший шутер», а GameSpot включил её в список игр года для Xbox 360.
Геймплей был в целом хорошо оценён. Критики похвалили 4A Games за исправление многочисленных ошибок Metro 2033, а схватки с противниками назвали захватывающими и улучшенными. Джефф Марчиафава заявил, что игровой процесс находится на одном уровне со своими конкурентами по жанру. Часть журналистов отметила вариации методов игроков: Last Light позволяет действовать как скрытно, так и более агрессивно. Большинство критиков порекомендовали скрытную игру, так как она больше соответствует общей атмосфере Last Light. Систему экономии боеприпасов называли уникальной. Звуковые эффекты были также положительно оценены за то, что они теперь совпадают с атмосферой, графикой и геймплеем. Но в качестве недостатков были отмечены технические проблемы, в частности на Windows, и слабый искусственный интеллект, а сражения с боссами некоторых оставили разочарованными. Часть критиков отметила абсолютно не страшных монстров по виду, наличие «невидимых стен» и сильную простоту. Рич Стэнтон, в частности, критиковал игру за серьёзное упрощение для привлечения более широкой аудитории, хотя Патрик Клепек из Giant Bomb считал, что очарование первой игры осталось и в Last Light. Артём Терехов из 3DNews также одним из главных достоинств игры назвал неспешный, вдумчивый подход, отметив, что «торопыгам, проходящие игры на скорость, тут не место». Riot Pixels отметили улучшенные стелс и перестрелки, при этом сражения с человеческими противниками назвали «банальными», а их зрение во время скрытного прохождения — «никудышным».
Сюжетная линия была встречена неоднозначно. Некоторые критики заявили, что история превосходно написана, с интересными и значимыми персонажами, что позволяет лучше погрузиться в мир Metro. По словам Филлипа Коллара из Polygon, игра позволяет испытывать симпатию к персонажам, однако Марш Дэвис из PC Gamer назвал главного героя «пустой оболочкой». Часть критиков отметила запутанность, но увлекательность действия и по-настоящему трогательные моменты; другие же назвали его предсказуемым и неравномерным. Рич Стэнтон описал многие диалоги лучшей частью истории, но отметил, что их можно легко пропустить. В свою очередь, сайт PlayGround.ru одним из основных минусов назвал «очень пресный, простой и поверхностный сюжет».
Дизайн и атмосфера игровой Москвы получили всеобщее признание. Многие сошлись на успешном нагнетании и напряжении благодаря диалогам, механике управления ресурсов, которые позволяют игроку чувствовать угрозу постоянно. Москва, по мнению критиков, оказалась более «живой», чем в предыдущей игре, а украинских разработчиков похвалили за создание отличных локаций и превращение типичных песчаных цветов, характерных для многих игр, во что-то освежающее и ошеломляющее. Взгляд на постапокалиптические московские улицы был крайне положительно оценён за чувства печали и отчаяния. Также были отмечены внимание к мелким деталям и моменты на поверхности. Критики считали, что эти эпизоды предлагают визуальное разнообразие и некоторые моменты «подлинного ужаса». Джим Стерлинг из Destructoid выделил несколько флешбэков игры, которые он описал как «мучительные». Андрей Скочок из «Игромании» в качестве плюсов выделял завораживающие панорамы столицы России и живые станции метро, а также огромное количество секретов и пасхалок.
Версия Redux также получила положительные отзывы от критиков. Обновлённую версию хвалили за игровой процесс и общую атмосферу игры, но в качестве недостатков отмечались незначительные графические изменения. По словам Микеля Репараза из IGN, визуальные эффекты Redux-версии выглядят также, как и оригинал на ПК. Но тем не менее, он назвал её «окончательной» версией Last Light за счёт включения всего ранее выпущенного загружаемого контента.

### Продажи
Metro: Last Light стала самой продаваемой игрой недели в Великобритании, хоть и не смогла опередить предыдущую игру. Зато продажи игры в США за первую неделю превзошли Metro 2033. По данным NPD Group, Last Light стала шестой продаваемой розничной игрой в США за месяц. Точные данные продаж игры не были названы, но Deep Silver объявила, что коллекция Metro Redux разошлась тиражом более полутора миллиона экземпляров. Летом 2018 года, благодаря уязвимости в защите Steam Web API, стало известно, что точное количество пользователей сервиса Steam, которые играли в Metro: Last Light Redux хотя бы один раз, составляет 1 492 907 человек.

## Продолжение
15 февраля 2019 года было выпущено прямое продолжение Last Light — Metro Exodus. Эта игра отталкивается от «хорошей» концовки Last Light как канонической — Артём остаётся в живых; вместе с группой выживших он покидает московское метро и на старинном паровозе «Аврора» отправляется в путешествие по постъядерной России. Игра вышла на ПК, Xbox One, PlayStation 4 и получила положительные отзывы от критиков и игроков.